# Liste der Biografien/Meyerh
Liste der Biografien |
Portal Biografien |
Personensuche
# |
A |
B |
C |
D |
E |
F |
G |
H |
I |
J |
K |
L |
M |
N |
O |
P |
Q |
R |
S |
T |
U |
V |
W |
X |
Y |
Z |
?
 
Ma |
Mb |
Mc |
Md |
Me |
Mf |
Mg |
Mh |
Mi |
Mj |
Mk |
Ml |
Mm |
Mn |
Mo |
Mp |
Mq |
Mr |
Ms |
Mt |
Mu |
Mv |
Mw |
Mx |
My |
Mz
 
Mea–Mee |
Mef |
Meg |
Meh |
Mei |
Mej |
Mek |
Mel |
Mem |
Men |
Meo |
Mep |
Mer |
Mes |
Met |
Meu |
Mev |
Mew |
Mex |
Mey |
Mez
 
Meyb |
Meyd |
Meye |
Meyf |
Meyg |
Meyh |
Meyi |
Meyj |
Meyk |
Meyl |
Meyn |
Meyo |
Meyp |
Meyr |
Meys |
Meyt |
Meyz
 
Meyen |
Meyer
 
Meyer, A |
Meyer, B |
Meyer, C |
Meyer, D |
Meyer, E |
Meyer, F |
Meyer, G |
Meyer, H |
Meyer, I |
Meyer, J |
Meyer, K |
Meyer, L |
Meyer, M |
Meyer, N |
Meyer, O |
Meyer, P |
Meyer, R |
Meyer, S |
Meyer, T |
Meyer, U |
Meyer, V |
Meyer, W |
Meyer, Y |
Meyer, Z |
Meyerb |
Meyerd |
Meyere |
Meyerf |
Meyerh |
Meyeri |
Meyerl |
Meyerm |
Meyern |
Meyero |
Meyerr |
Meyers
Die Liste der Biografien führt alle Personen auf, die in der deutschsprachigen Wikipedia einen Artikel haben. Dieses ist eine Teilliste mit 35 Einträgen von Personen, deren Namen mit den Buchstaben „Meyerh“ beginnt.

## Meyerh

### Meyerha
- Meyerhans, Andreas (* 1968), Schweizer Historiker und Politiker (CVP)

### Meyerhe
- Meyerheim, Franz (1838–1880), deutscher Maler
- Meyerheim, Friedrich Eduard (1808–1879), deutscher Genremaler
- Meyerheim, Hermann (1828–1903), deutscher Marine-, Veduten- und Architekturmaler
- Meyerheim, Karl Friedrich (1780–1841), deutscher Dekorations- und Porträtmaler
- Meyerheim, Paul Friedrich (1842–1915), deutscher Maler und Grafiker
- Meyerheim, Paul Wilhelm (1848–1900), deutscher Genre-, Landschafts- und Architekturmaler
- Meyerheim, Robert († 1920), deutscher Landschafts-, Genre- und Miniaturmaler der Düsseldorfer Schule
- Meyerheim, Wilhelm Alexander (1815–1882), deutscher Genre-, Landschafts- und Tiermaler sowie Lithograf
- Meyerheine, Jacob († 1620), deutscher Bildhauer und Steinmetz

### Meyerho
- Meyerhof, Agnes (1856–1942), deutsche Bildhauerin, Zeichnerin, Porträt- und Landschaftsmalerin und Kunstgewerblerin
- Meyerhof, George Geoffrey (1916–2003), deutsch-kanadischer Bauingenieur
- Meyerhof, Justus (1885–1944), deutscher Unternehmer und Sportler
- Meyerhof, Kurt (1908–1987), deutscher Politiker (FDP), MdA
- Meyerhof, Leonie (1858–1933), deutsche Schriftstellerin
- Meyerhof, Max (1874–1945), deutsch-ägyptischer Augenarzt und Medizinhistoriker
- Meyerhof, Otto (1884–1951), deutsch-amerikanischer Biochemiker, NobelpreisträgerOtto Meyerhof (1884–1951)

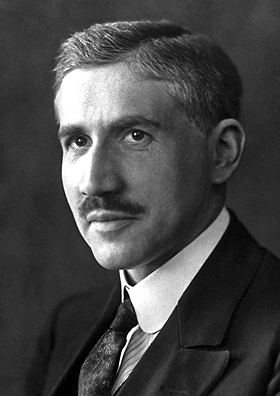
Otto Meyerhof (1884–1951)

- Meyerhöfer, Katrin (* 1979), deutsche Tischtennisspielerin
- Meyerhöfer, Marco (* 1995), deutscher Fußballspieler
- Meyerhöfer, Thomas (1950–2020), deutscher Hörfunkjournalist und Moderator
- Meyerhöfer, Wolfram (* 1970), deutscher Mathematikdidaktiker
- Meyerhoff, Dieter (* 1960), deutscher Brigadegeneral
- Meyerhoff, Grete (1913–2002), deutsche Entomologin und Bienenforscherin
- Meyerhoff, Hans (1914–1965), US-amerikanischer Philosoph deutscher Herkunft
- Meyerhoff, Hermann (1888–1970), Bürgermeister und Oberstadtdirektor der Stadt Herne
- Meyerhoff, Hermann (1932–1993), deutscher Psychiater
- Meyerhoff, Hermine (1848–1926), deutsch-österreichische Opern- und Operettensängerin (Sopran)
- Meyerhoff, Joachim (* 1967), deutscher Schauspieler, Regisseur und SchriftstellerJoachim Meyerhoff (* 1967)

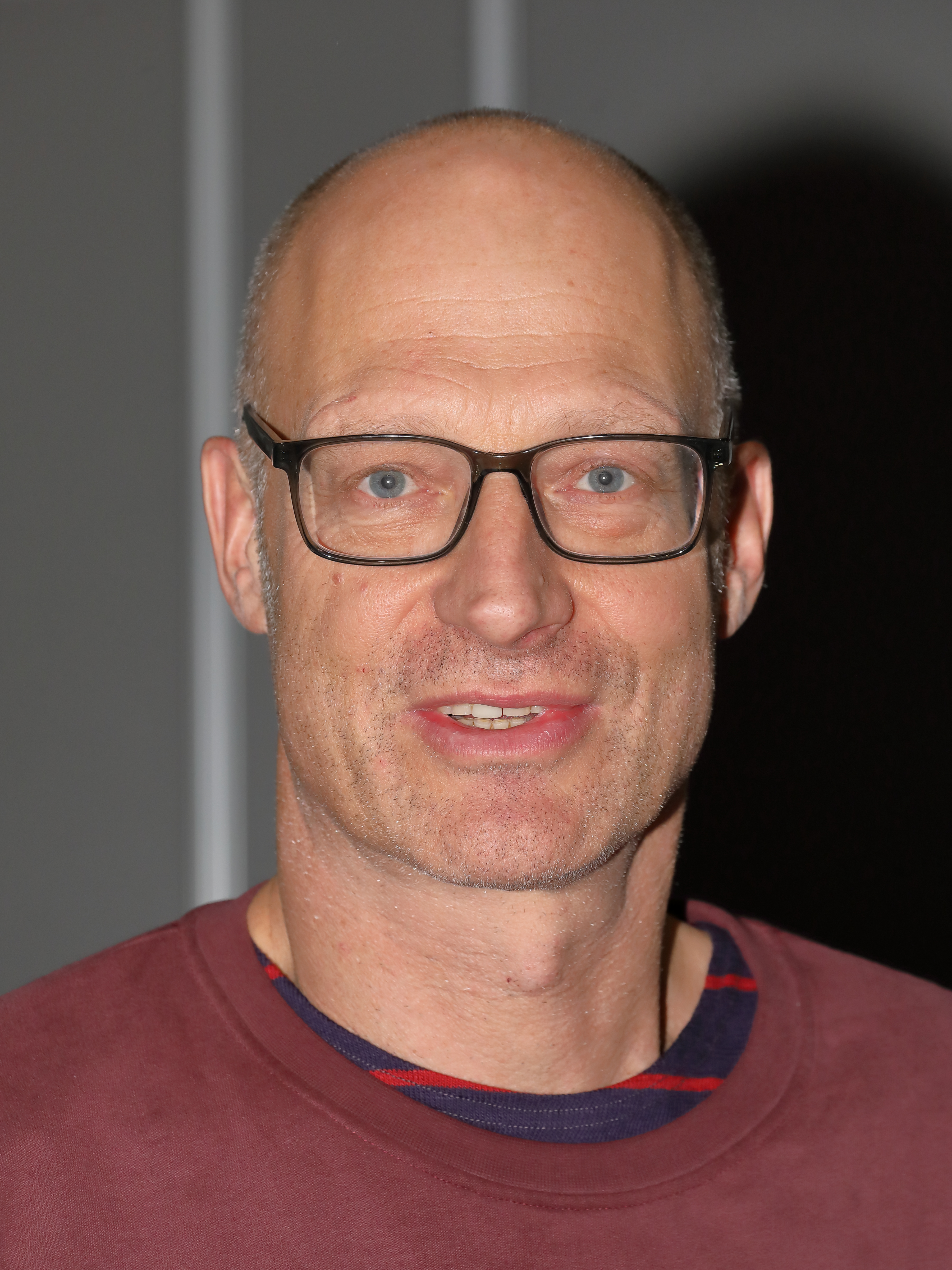
Joachim Meyerhoff (* 1967)

- Meyerhoff, Miriam (* 1964), neuseeländische Linguistin
- Meyerhoff, Sally (1983–2011), US-amerikanische Langstreckenläuferin
- Meyerhoff, Walter (1890–1977), deutscher Richter und Politiker der CDU
- Meyerhold, Irina Wsewolodowna (1905–1981), sowjetische Theaterdirektorin
- Meyerhold, Wsewolod Emiljewitsch (1874–1940), russischer Regisseur und Schauspieler

### Meyerhu
- Meyerhuber, August (1879–1963), deutscher Bildhauer und Steinmetz
- Meyerhuber, Sylke (* 1964), deutsche Psychologin und Hochschullehrerin